# Kasanova
Kasanova – drugi singel Krzysztofa "K.A.S.Y." Kasowskiego z jego debiutanckiego albumu Reklama. Zawiera trzy utwory: Kasanova, Jak należy korzystać z malucha i Łoj co to za kobita.
W utworze Jak należy korzystać z malucha wykorzystano sampling – Łoj co to za kobita co się boi pistulita (wyk. Franciszek Domagała).

## Lista utworów
Opracowano na podstawie materiału źródłowego.
1. Kasanova (album version) (J. Kochan, M. Felecki – K. Kasowski) – 3:40
2. Jak należy korzystać z malucha (album version) (J. Kochan, M. Felecki – K. Kasowski) – 3:00
3. Łoj co to za kobita (album version) (J. Kochan, M. Felecki – K. Kasowski) – 3:48
4. Łoj co to za kobita (radio version) (J. Kochan, M. Felecki – K. Kasowski) – 3:48
5. Kasanova (radio version) (J. Kochan, M. Felecki – K. Kasowski) – 3:01

Łączny czas: 17:17

## Twórcy
- Krzysztof "K.A.S.A." Kasowski – śpiew i teksty
- Jacek Kochan – muzyka, realizacja nagrań
- Mieczysław Felecki – muzyka, realizacja nagrań
- Jacek Gawłowski – mastering
- Studio 27 (Arkadiusz Stegenka, Karol Laskowski, Karol Perepłyś) – projekt okładki
- Jerzy Linder – zdjęcia na okładce
- Danuta Godzisz-Stegenka – stylizacja na okładce